# Nahuel Guzmán
Nahuel Ignacio Guzmán, född 10 februari 1986, är en argentinsk fotbollsmålvakt som spelar för Tigres UANL.

## Landslagskarriär
Guzmán debuterade för Argentinas landslag den 14 oktober 2014 i en 7–0-vinst över Hongkong. Guzmán blev uttagen i Argentinas trupp till fotbolls-VM 2018 efter att Sergio Romero skadat sig och blivit tvungen att lämna återbud.